# آپاریسیو مندز
آپاریسیو مندز (اسپانیایی: Aparicio Méndez‎؛ زادهٔ ۲۴ اوت ۱۹۰۴ – درگذشتهٔ ۲۷ ژوئن ۱۹۸۸) یک سیاستمدار اهل اروگوئه بود.
وی از سپتامبر ۱۹۷۶ تا سپتامبر ۱۹۸۱ رئیس جمهور اروگوئه بوده‌است.